# Serge Letchimy
Serge Letchimy   (Le Gros-Morne, 13 de gener de 1953) és un polític martiniqués. És el cap del govern de la col·lectivitat territorial de Martinica des del 2 de juliol de 2021.
Va ser alcalde de Fort-de-France de 2001 a 2010, president del Consell Regional de Martinica de 2010 a 2015 i diputat per Martinica de 2007 a 2021.
Des de 2005, Letchimy és també president del Partit Progressista Martiniquès, partit fundat per Aimé Césaire.
L'estiu del 2023 va estar a punt d'anar a judici per haver defensat l'oficialitat de la llengua criolla a l'illa de Martinica.